# 380-е годы
380-е (три́ста восьмидеся́тые) го́ды по юлианскому календарю — промежуток времени с 1 января 380 года по 31 декабря 389 года, включающий 380 год 8-го десятилетия   и с 381 по 389 годы    9-го десятилетия IV века 1-го тысячелетия.  Они закончились 1636 лет назад.

## Важнейшие события
- Христианство фактически становится государственной религией в Римской империи (380; Никейский Символ веры; Edict of Thessalonica. II Вселенский собор (381 год; I Константинопольский) издаёт Послание (7 правил).
- Государство Северная Вэй (386—534) образовано в результате объединения Северного Китая племенем Тоба. Битва у реки Фей (383).

## Культура
- Симмах (ок. 340 — ок. 402) считался лучшим оратором Рима.
- Папа римский Дамасий I на соборе в Риме утвердил канон Священного Писания (382).
- Иероним Стридонский (342 — ок. 420) — создатель перевода Библии на латинский язык (Вульгата)[1][2][3].
- Adversus Judaeos (Иоанн Златоуст).

## Государственные деятели
- Магн Максим — император-узурпатор в западной части Римской империи (383—388).
- Чандрагупта II — правитель Империи Гупта (ок. 375 — ок. 415), период его правления часто называют «золотым веком» Индии.